# Rasmus Samuel Thal
Rasmus Samuel Thal, född 1 januari 1785 i Köpenhamn, död där 16 juli 1853, var en dansk kirurg. 
Efter att ha blivit student tog han kirurgisk examen 1808 och blev reservkirurg vid Det Kongelige Kirurgiske Akademi. Han anställdes tillika 1810–12 vid Frederiks Hospital och 1812 som lektor i kemi vid Kirurgiska akademien, intill han 1814 blev överkirurg vid Almindelig Hospital. Han visade sig ha ringa vetenskapligt intresse, men var mycket framstående som praktisk kirurg (särskilt vad gällde operation av blåssten) samt som konstruktör av bandage och instrument (Thals rotationssåg). Redan 1817 blev han titulär professor och 1829 extra professor vid akademien. Han var en oslipad personlighet, hetsig och grov, som lätt stötte sig med andra och tvingades 1842 av sina kandidater att ta avsked. Han föll offer för koleraepidemin.